# 天方通綱
天方 通綱（あまがた みちつな、生没年不詳）は、戦国時代の武将。通称は豊後守、山城守。

## 略歴
天方通興の子。嫡男の通之が早世したため、通綱が家督を継いだ。切腹の命を受けた松平信康の検視役を務め、信康自刃の際には介錯を頼まれた服部正成がその任に耐えられず、通綱が代わりに介錯を行った。
通綱は信康介錯を憚って出奔し、高野山に隠棲した。その後、家康の次男の結城秀康に召し出されて仕えることになった。通綱の出奔に際し、父の通興は天方家の存続させるため、青山忠成の五男で通興の外孫の通直を養子にした。
通綱の子孫は青山家と交流を続けており、幕末の篠山藩主青山忠良が越前松平家の家臣である天方彜之助（つねのすけ）に対して書状を送っているが、大名が陪臣に送る書状としては非常に敬意が払われている。